# 黑尔伯丁多夫
黑尔伯丁多夫是德国图林根州的一个市镇。总面积96.30平方公里，总人口2574人，其中男性1325人，女性1249人（2011年12月31日），人口密度27人/平方公里。